# Gyalideopsis pseudoactinoplaca
Gyalideopsis pseudoactinoplaca är en lavart som beskrevs av Lücking & Chaves. Gyalideopsis pseudoactinoplaca ingår i släktet Gyalideopsis och familjen Gomphillaceae.   Inga underarter finns listade i Catalogue of Life.